# Брешийский диалект ломбардского языка
Брешийский диалект (брешанский, брешианский; Bresà; итал. bresciano) — диалект восточноломбардского наречия, употребляемый в провинции Брешиа. Это один из камунских диалектов. Не регулируется. Предполагаемое число говорящих-100 тыс чел.